# معدن مس-مولیبدن تغوت
معدن مس-مولیبدن تغوت (ارمنی: Թեղուտի պղինձ-մոլիբդենային հանքավայր انگلیسی: Teghut copper- molybdenum mine) یک معدن روباز مس و مولیبدن در شمال استان لوری ارمنستان در 32 کیلومتری شرق شهر آلاوردی و در محدوده روستای تغوت است که ارزش ذخایر آن ۱۵٬۵ میلیارد دلار (در سال ۲۰۱۰) است. در دسامبر ۲۰۱۴، گروه والکس عملیات تولیدی را در این معدن آغاز کرد که یک پروژه ۳۸۰ میلیون دلاری است. در فوریه ۲۰۱۸ گروه والکس بیانیه‌ای را منتشر کرد که در آن اعلام کرد همه عملیات‌ها را تعلیق کرده و تقریباً تمام کارکنان را اخراج می‌کند. 
انتظار می‌رفت این معدن از نظر اندازه با معدن مس-مولیبدن کاجاران در جنوب ارمنستان قابل مقایسه باشد.

## سپرده‌های موجود و ارزش
جنگل تغوت در بالای ذخایر معدنی قرار دارد، که حدود ۱٫.۶ میلیون تن مس و حدود ۱۰۰٫٫۰۰۰ تن مولیبدن دارد. در سال ۲۰۱۰، با قیمت مس ۷۵۰۰ دلار آمریکا در هر تن و مولیبدن ۳۵۰۰۰ دلار آمریکا در هر تن، این رقم به حدود ۱۲ میلیارد دلار در مس و ۳٫۵ میلیارد دلار در مولیبدن می‌رسد؛ بنابراین ارزش کل ذخایر معدن در سال ۲۰۱۰ حدود ۱۵٫٫۵ میلیارد دلار بوده است.

## تأمین مالی و مالکیت معدن
این معدن که توسط والکس گروپ اداره می‌شود و حداقل بخشی از آن متعلق به کارآفرین ارمنی-روسی والری مجلومیان است، که ادعا می‌کند که قبلاً تقریباً ۳۴۰ میلیون دلار در تغوت سرمایه‌گذاری کرده است. بخش عمده‌ای از این پول را از وی‌تی‌بی بانک، یک بانک پیشرو روسی، قرض گرفته است.
در سال ۲۰۱۳، این شرکت همچنین ۶۲ میلیون دلار بودجه از یک صندوق بازنشستگی دانمارکی جذب کرد، که قرار بود تا حدی یا به‌طور کامل به خرید تجهیزات متالورژی از یک شرکت دانمارکی دیگر، به نام اف‌ال‌اسمیت اختصاص یابد. در سال ۲۰۱۷، آژانس اعتباری دولتی دانمارک تصمیم گرفت ضمانت‌های اعتبار صادراتی را به اپراتورهای معدن را پس بگیرد و مالک خصوصی خود را به دلیل عدم رعایت استانداردهای زیست‌محیطی متهم کند..

## حوادث، اظهارات و وقایع قابل توجه

### ارزیابی قبل از افتتاح
گزارش‌های پیش از پروژه حاکی از آن بود که استخراج معادن روباز در تغوت منجر به نابودی ۳۵۷ هکتار از جنگل‌های غنی از جمله ۱۲۸٫۰۰۰ درخت می‌شود. فعالان محیط‌زیست ادعا کردند که خرد کردن و غنی‌سازی سنگ معدن باعث آلودگی یک رودخانه محلی و آب‌های زیرزمینی نیز می‌شود.

### اظهارات اپراتور معدن (۲۰۱۴)
والکس ادعا کرد که حدود ۱۳۰۰ شغل جدید ایجاد کرده است و متعهد شد که مدارس جدید بسازد و زیرساخت‌ها را در روستاهای مجاور نیز ارتقا دهد.
این شرکت اعلام نمود که قصد دارد در سال ۲۰۱۵ کنسانتره سنگ معدنی غیرآهنی به ارزش ۱۸۲ میلیون دلار در آنجا تولید کند.

### اپراتور معدن آلودگی محیط‌زیست را تأیید کرد (اوت ۲۰۱۷)
در جلسات عمومی، ساهاک کاراپتیان، معاون مدیر کل والکس، واقعیت آلودگی محیط‌زیست را رد نکرد و قول داد راه حلی بیابد.

### برداشت بودجه به دلیل مسائل زیست‌محیطی (اکتبر ۲۰۱۷)
پس از یک سری هشدارها، آژانس دولتی دانمارک EKF تصمیم گرفت ضمانت‌های اعتبار صادراتی را به اپراتورهای معدن پس بگیرد و مالک خصوصی خود را به عدم رعایت استانداردهای زیست‌محیطی مورد توافق متهم کرد.

### نارضایتی ساکنان روستا (دسامبر ۲۰۱۷)
ساکنان این روستا رسماً از وزارت حفاظت از طبیعت خواستند که پروژه توسعه معدن را لغو کند.

### نشت به رودخانه (ژانویه ۲۰۱۸)
تا پایان ژانویه ۲۰۱۸ گزارش‌هایی منتشر شد مبنی بر اینکه سد باطله معدن دارای ترک است و زباله‌های فرآوری نشده معدن به رودخانه شنوغ نشت کرده و باعث آلودگی آشکار آن شده است. با این حال وزیر حفاظت از طبیعت معتقد است که اندازه‌گیری‌ها نمی‌تواند آلودگی رودخانه را مشخص کند.

### گروه والکس تمام عملیات خود را به حالت تعلیق درآورد (فوریه ۲۰۱۸)
اپراتور معدن با صدور بیانیه‌ای اعلام کرد که تمامی عملیات‌ها را به حالت تعلیق درمی‌آورد و همه کارگران را به جز تعداد معدودی که مسئول حفظ زیرساخت‌های موجود هستند اخراج می‌کند.

## مطالعه بیشتر
- «در ارمنستان 7% از ذخایر مولیبدن جهان متمرکز شده است». رادیو عمومی ارمنستان.